# Filipe da Alsácia
Filipe da Alsácia (1143 — 1191), o Grande, foi um conde da Flandres.

## Biografia

### Primeiros anos
Filipe era filho de Teodorico da Alsácia, conde de Flandres, e de Sibila de Anjou. Pouco se sabe sobre os seus primeiros anos de vida.

### A regência
O seu papel como governante começou em 1157, quando, ainda muito jovem, assumiu a regência do condado enquanto o seu pai, Teodorico, participava numa cruzada. Derrotou Florêncio III, Conde da Holanda, e travou a pirataria. Florêncio acabaria capturado em Bruges e preso até 1167, quando foi libertado em troca do reconhecimento da suserania flamenga da Zelândia. Por herança Filipe recuperaria também para a Flandres os terrtórios de Waasland e Quatre-Métiers.
Em 1159 Filipe casou com Isabel de Vermandois, filha mais velha e herdeira de Raúl I de Vermandois e Petronila da Aquitânia. Quando o seu cunhado faleceu, em 1167, a sua esposa herdou o património familiar, isto é, o condado de Vermandois. Esta herança levaria o poderio flamengo mais para sul, para a sua maior extensão até então, passando a ameaçar a balança do poder no Norte francês.

### O governo efetivo do condado
O pai faleceria no ano seguinte, em 1168, e Filipe sucede-lhe no trono condal. Este governou sabiamente com o apoio de Roberto d'Aire, cujo papel se assemelhava bastante a um primeiro-ministro. Em conjunto estabeleceram um sistema efetivo de administração, o que melhorou bastante a política externa da Flandres. Mediou conflitos entre Luís VII de França e Henrique II de Inglaterra, entre este último e Thomas Becket, e conseguiu ainda uma proposta de casamento para sua irmã, Margarida, com Balduíno V de Hainaut.
Filipe e Isabel não tiveram descendência. Em 1175, Filipe terá descoberto que Isabel cometia adultério, e matou o amante, o cavaleiro Walter de Fontaines Filipe obteve seguidamente do rei Luís VII de França o controlo de todas as terras da esposa. Os irmãos de Filipe, Mateus e Pedro da Alsácia, haviam falecido, e portanto, em 1177, antes de partir em cruzada, designou a sua irmã e o cunhado como herdeiros do condado.

#### A cruzada e a situação política em Jerusalém
Na Terra Santa, Filipe contava participar numa invasão ao Egito, para a qual os cruzados contavam com o apoio do Império Bizantino. Uma frota bizantina de 150 embarcações esperava em Acre, quando Filipe chegou, a 2 de agosto. Contudo chegava com outros planos. Balduíno IV de Jerusalém chegou mesmo a oferecer-lhe a regência do seu reino durante a cruzada, uma vez que Filipe partilhava com este rei um avô, Fulque de Jerusalém, que era pai de Sibila de Anjou, mãe de Filipe, e Amalrico I de Jerusalém, pai de Balduíno. Porém, o conde recusou tanto a regência como o comando do exército de Jerusalém, admitindo que estava ali em peregrinação. Balduíno apontaria em vez dele Reinaldo de Châtillon, para quem Filipe trabalhou como assistente. Como Guilherme de Tiro refere:
Sendo esta a situação, o conde por fim revelou o que lhe passava pela cabeça e não tentou conciliar o propósito dos seus planos.
Filipe tentou casar os seus próprios vassalos com as suas primas, a irmã de Balduíno, Sibila de Jerusalém e a meia-irmã Isabel I de Jerusalém. O marido da primeira, Guilherme de Monferrato acabava de morrer, e deixava um filho por conceber na sua esposa, o futuro Balduíno V de Jerusalém. Guilherme de Tiro foi o negociante-chefe da disputa e terá dito ao conde Filipe que seria impróprio casá-la de novo tão cedo.
Filipe ver-se-ia a braços com a revolta de Raimundo III de Trípoli, que pretendia a regência para ele, e ainda do seus apoiantes da Casa de Ibelin, que queriam casar as princesas na sua família. Balduíno de Ibelin terá mesmo insultado o conde em público. Filipe deixaria Jerusalém em outubro, para uma campanha no norte do Levante, no Principado de Antioquia, participando no cerco de Harem, do qual os cruzados saíram derrotados. Entretanto, a aliança com Bizâncio contra o Egito quebrara-se. Em novembro Balduíno IV e Reinaldo derrotaram Saladino na Batalha de Monte Gisardo.

#### Guerra com a França
Filipe voltou à Flandres em 1179, a tempo de ser nomeado guardião do delfim Filipe por um Luís VII bastante doente. Filipe casaria o seu protegido com uma sobrinha, Isabel de Hainaut, filha de sua irmã, oferecendo no dote o Condado de Artois e outras terras flamengas, com desagrado de Balduíno V. Quando o rei Luís faleceu, em 1180, Filipe começou a assegurar independência a partir do seu tutor. A guerra devastou a Picardia e o Île-de-France, mas Filipe II recusou a guerra aberta. O conde de Hainaut e cunhado do conde Filipe, Balduíno, interveio em 1184 a favor do genro, protegendo os interesses da sua filha.O rei de França enconrajava assim o conflito entre o conde da Flandres e o de Hainaut, a ponto de nomear o sogro como representante das suas negociações com a Flandres.
A esposa de Filipe, Isabel falecia em 1183, levando o rei de França a tomar o condado de Vermandois a favor da irmã de Isabel, Leonor. Filipe casou, então, pela segunda vez com Teresa-Matilde, filha de Afonso I de Portugal, por forma a gerar descendência que pudesse ser capaz de reivindicar e prolongar a permanência flamenga naquelas terras. Filipe deu a Teresa um dote que incluía um grande número de cidades flamengas, desagradando uma vez mais o conde de Hainaut. Temendo ficar bloqueado entre duas forças suas inimigas, Filipe assinou a paz com Filipe II de França e Balduíno V a 10 de março de 1186, reconhecendo a cessão de Vermandois à França, embora lhe fosse garantido o uso vitalício do título de conde de Vermandois.
Apesar da guerra mantida pelo conde até 1186, a economia da Flandres estava em crescimento, e por isso, durante o seu segundo casamento, o conde, e a sua condessa portuguesa viveram numa das cortes mais requintadas da época, como provam inúmeras cartas do conde. Filipe patrocinou, por exemplo, Chrétien de Troyes, autor de um célebre ciclo de histórias arturianas, Perceval ou le Conte du Graal. Este autor terá sido um dos introdutores, na literatura, da temática do Graal.

### Morte e posteridade
Apesar de não ter engravidado Teresa, Filipe incorre em nova cruzada em 1190, mas desta vez para não regressarː chega a notícia da morte do conde, a 1 de agosto de 1191, devido à peste, durante o Cerco de Acre. Teresa, que exercera a regência na sua ausência, terá repatriado o corpo do marido para ser sepultado na Abadia de Claraval.
Com esta morte, a irmã Margarida e o esposo Balduíno V de Hainaut ascenderam à governação da Flandres. Apesar disto, Teresa revelou ser um entrave a esta sucessão, dado o grande dote que já possuía no sul e na costa flamenga e que queria expandir. O rei, na altura em cruzada, não pôde mediar esta contenda, mas Teresa acabaria por ceder e o rei de França aceitar a homenagem do novo conde, mediante um pagamento de 5000 marcas de prata.
Durante o seu governo, Filipe simbolizou um novo tipo de soberania, posta em prática pelo rei de França. Pela primeira vez, um rei de França dominava um conde flamengo. Apesar disso, deixou para trás um condado próspero.